# Mollia glabrescens
Mollia glabrescens är en malvaväxtart som beskrevs av George Bentham. Mollia glabrescens ingår i släktet Mollia och familjen malvaväxter. Inga underarter finns listade i Catalogue of Life.